# Universitatea Sophia din Tokyo
Universitatea Sophia este o instituție de învățământ superior din Tōkyō, Japonia.

## Profesori renumiți
- Edward G. Seidensticker (1921-2007), literatură

## Absolvenți renumiți
- George Takei (n. 1937), actor și regizor
- Kōichirō Genba (n. 1964), ministru de externe al Japoniei (2011-2012)
- Mao Kobayashi (1982-2017), prezentatoare de televiziune